# Hans Arlt
Hans Franz Carl Arlt (* 3. Juli 1883 in Waldenburg (Schlesien); † 15. Februar 1951 in Diez) war ein deutscher Oberberg- und Ministerialrat sowie Hochschullehrer.

## Leben
Hans Arlt wurde im Juli 1883 im schlesischen Waldenburg als Sohn des späteren Geheimen Bergrats Ernst Arlt und dessen Ehefrau Rasa geborene Goltz geboren. Nach dem Besuch der Gymnasien in Waldenburg und Frankfurt (Oder) ging er zum Studium an die Universitäten Straßburg, München und Berlin sowie an die Bergakademie Berlin.
Er nahm eine Ausbildung im höheren Staatsdienst der Berg- und Hüttenverwaltung wahr und wurde 1907 Bergreferendar. Im Jahre 1910 promovierte zum Dr. phil. 1911 erfolgte seine Ernennung zum Bergassessor. 1913/14 arbeitete er am Mineralogischen Institut der Universität München und ging dann nach Straßburg. Er nahm am Ersten Weltkrieg teil und wurde nach seiner Rückkehr am Oberbergamt Bonn als Bergmeister und Bergrat tätig. 1925 wurde Hans Arlt zum Oberbergrat befördert. In dieser Zeit war er bereits am Preußischen Ministerium für Handel und Gewerbe tätig. In der Zeit des Nationalsozialismus war er Ministerialrat in der Bergabteilung des Reichswirtschaftsministeriums und im Preußischen Ministerium für Wirtschaft und Arbeit. In dieser Zeit war er u. a. an der Übernahme elsässischer Kaligruben durch die Salzdetfurth AG im Jahre 1941 und der Leitung italienischer Bergwerke durch Beauftragte aus dem nationalsozialistischen Deutschen Reich beteiligt.
Er war Mitglied verschiedener wissenschaftlicher geologischer Gesellschaften, dazu zählt die Geologische Vereinigung und die Geologische Gesellschaft Wien.
Als Bergrat wurde er 1923 mit Vorlesungen zum Bergbau an der Universität Bonn beauftragt. Von 1924 bis 1927 besaß er dort einen Lehrauftrag.

## Familie
Hans Arlt war dreimal verheiratet und hatte zwei Töchter und zwei Söhne.

## Veröffentlichungen (Auswahl)
- Ein Jahrhundert preussischer Bergverwaltung in den Rheinlanden. Festschrift aus Anlaß des 100jährigen Bestehens des Oberbergamts zu Bonn, Bonn, 1921.
- Bergbau (= Der Werdegang der Entdeckungen und Erfindungen, H. 8), München, R. Oldenbourg, 1927.